# 俾斯麥鎮區 (內布拉斯加州卡明縣)
俾斯麥鎮區（英語：Bismark Township）是位於美國內布拉斯加州卡明縣的一個行政鎮區。

## 地方資料
俾斯麥鎮區的面積為93.08平方千米，皆為陸地。根據2020年美國人口普查的數據，當地共有人口147人，而人口密度為每平方千米1.58人。